# İbrahim Kaş
İbrahim Kaş (Karabük, 20 settembre 1986) è un ex calciatore turco, di ruolo difensore.

## Palmarès

### Club

#### Competizioni nazionali
- Coppa di Turchia: 1

Beşiktaş: 2006-2007
- Supercoppa di Turchia: 1

Beşiktaş: 2006